# ديف إموري
ديف إموري (بالإنجليزية: Dave Emory)‏ هو مقدم برامج إذاعية أمريكي، ولد في 1949.

## وصلات خارجية
- ديف إموري على موقع إن إن دي بي (الإنجليزية)